# Танец Шамиля
Танец Шамиля (Ой ся, ты ой ся!, Молитва Шамиля) — танец кубанских казаков. Пользуется особой популярностью среди славянского населения Кубани. В Чечне этот танец называют «Молитва Шамиля». Считается, что мелодию сочинил прадед Муслима Магомаева, кумык или чеченец по национальности, Магомет Магомаев примерно в 90-х годах  XIX века в чеченском ауле Шатой под впечатлением рассказов стариков о Шамиле.
В 1930—50 годы его танцевали и в адыгской среде, но к началу XXI века уже практически не танцуют, хотя помнят о нём немало. У кубанских казаков, напротив, танец является чуть ли не обязательным на казачьих народных праздниках и свадьбах во многих станицах Краснодарского края. В кубанских станицах танец Шамиля исполняли и взрослые, и дети, на школьных утренниках и традиционных проводах в армию, на свадьбах и при встрече гостей.
Танец состоит из двух частей — коленопреклоненной молитвы и неистовой пляски. Первая часть танца в казачьем исполнении зачастую сокращалась до непродолжительного приседания на одно колено. Быстрая вторая часть была гораздо ближе к «первоисточнику» — здесь сохранены некоторые базисные характеристики адыгских традиционных наигрышей.
На мелодию танца создана песня «Ойся, ты ойся».